# Space Oddity (album)
Az 1969-es Space Oddity David Bowie második  nagylemeze. Az album zenei stílusa folk rock és pszichedelikus rock, jelentős eltérve ezzel az első album music hall műfajától.
Az album dalainak témáit Bowie akkori életében történt események befolyásolták, legfőképpen korábbi kapcsolatai, illetve zenei fesztiválok.

## Az album dalai
Minden szám szerzője David Bowie.
Első oldal
1. "Space Oddity" – 5:16
2. "Unwashed and Somewhat Slightly Dazed" – 6:55
3. "Letter to Hermione" – 2:33
4. "Cygnet Committee" – 9:35

Második oldal
1. "Janine" – 3:25
2. "An Occasional Dream" – 3:01
3. "Wild Eyed Boy from Freecloud" – 4:52
4. "God Knows I'm Good" – 3:21
5. "Memory of a Free Festival" – 7:09

## Helyezések

### Album
| Év   | Lista                      | Helyezése |
| ---- | -------------------------- | --------- |
| 1972 | Ausztrál albumlista        | 21        |
| 1972 | Brit albumlista            | 17        |
| 1973 | Kanadai albumlista         | 13        |
| 1973 | Finn albumlista            | 27        |
| 1973 | Spanyol albumlista         | 8         |
| 1973 | US Billboard albumlista    | 16        |
| 2016 | Francia albumlista         | 105       |
| 2016 | Olasz albumlista           | 60        |
| 2016 | Svájci albumlista          | 66        |
| 2019 | Spanyol albumlista         | 68        |
| 2020 | Belga albumlista (flamand) | 60        |
| 2020 | Belga albumlista (vallon)  | 68        |
| 2020 | Német albumlista           | 63        |
| 2020 | Magyar albumlista          | 11        |

### Kislemezek
| Év   | Kislemez     | Lista                 | Helyezés |
| ---- | ------------ | --------------------- | -------- |
| 1969 | Space Oddity | Brit kislemezlista    | 1 (1975) |
| 1969 | Space Oddity | Billboard Pop Singles | 124      |

## Közreműködők
- David Bowie – ének, akusztikus gitár, orgona, kalimba
- Tim Renwick – elektromos gitár, fuvola, furulya
- Keith Christmas – akusztikus gitár
- Mick Wayne – gitár
- Rick Wakeman – mellotron, elektromos csemballó
- Tony Visconti – basszusgitár, fuvola, furulya
- Herbie Flowers – basszusgitár
- John "Honk" Lodge – basszusgitár
- John Cambridge – dob
- Terry Cox – dob
- Benny Marshall – szájharmonika, háttérvokál
- Paul Buckmaster – cselló

### Produkció
- Tony Visconti – producer
- Gus Dudgeon – producer